# El Hanafi Méliani
Pour les articles homonymes, voir Meliani.
El Hanafi Méliani, né en 1955 à Aïn M'lila (Algérie), est professeur à l'Institut régional de formation musicale de la ville de Batna, et fondateur et chef d'orchestre de l'orchestre philharmonique aurassien de Batna.

## Biographie
Il a été formé à l'Institut national de musique d'Alger, puis au conservatoire Rimski-Korsakov de Saint-Pétersbourg, en Russie.
Ce chef d'orchestre est aussi compositeur de musique de théâtre et lauréat notamment du prix de la meilleure musique au Festival international de théâtre pour enfants en 1986, et en 1998  il obtient l'agrément de l'association de l'orchestre philharmonique aurassien de Batna.